# Mwai Kibaki
Emilio Mwai Kibaki, né le 15 novembre 1931 à Gatuyaini et mort le 22 avril 2022,, est un homme d'État kenyan. Il est président de la République entre le 30 décembre 2002 et le 9 avril 2013, succédant à Daniel arap Moi.

## Biographie
Mwai Kibaki est né dans le village de Gatuyaini près de la ville d'Othaya, au Kenya. Kibaki est issu de l'ethnie Kikuyu, ses parents étaient Kibaki Githinji et Teresia Wanjiku aujourd'hui[Quand ?] décédés. Il fut baptisé par les missionnaires italiens du nom d'Emilio Stanley mais il ne l'utilise jamais. Il étudie à l'école de Gatuyaini (2 ans), à la Karima Mission School, l'école missionnaire de Karima (3 ans), et à la Mathari Boarding Primary School (entre 1944 et 1946). La transmission orale de son histoire familiale raconte que son éducation a été possible grâce à son beau-frère, Paul Muruthi, qui pensait que Kibaki devait étudier au lieu faire du baby-sitting pour ses grandes sœurs.
Alors il intègre la prestigieuse école de Mang'u High School (en) à Thika entre 1947 à 1950 et obtient les meilleurs notes à ses examens. On l'encourage à rejoindre l'armée mais il ne le fait pas en raison d'une décision du gouverneur colonial Walter Coutts, qui préfère que seules les personnes de la communauté G.E.M.A. (Gikuyu, Embu, and Meru Association (en)) puissent s'engager dans l'armée britannique.
Il étudie alors l'économie, l'histoire et la politique à l'université Makerere, à Kampala en Ouganda. Durant ses études il est président de l'Association des étudiants kényans. En 1955 il arrive premier de sa classe et décroche une bourse pour étudier au Royaume-Uni. Il est diplômé d'une maîtrise B.Sc de la London School of Economics avec option finance publique.

## Mandats et postes politiques
- Député (1963-1965, 1969-1970, 1979-2002), membre du KANU (Union nationale africaine du Kenya)
- Ministre du Commerce et de l'Industrie (1965-1969)
- Ministre des Finances (1970-1983)
- Vice-président de la République (1978-1988)
- Ministre de l'Intérieur (1983-1988)
- Président de la République (2002-2013)

## Élection présidentielle de 2007
Le 26 janvier, Mwai Kibaki annonce qu'il va se représenter aux élections pour un second mandat. Les quatre principaux partis politiques du pays annoncent qu'ils vont présenter un candidat.
Les partis politiques sont :
- le Parti démocrate (DP) (en), représenté par Mwai Kibaki
- le Parti libéral démocrate (PLD), puis Mouvement démocrate orange (ODM-Kenya) (en), représenté par Raila Odinga
- la National Alliance of Rainbow Coalition (Narc-Kenya)
- le Ford-People, ou Forum for the Restoration of Democracy – People (en)

Mais le 16 septembre, le président Kibaki propose une fusion de plusieurs partis (KANU, Narc-Kenya, Ford-Kenya, Ford-People, Democratic Party, Shirikisho…) en un seul : le PNU (Party of National Unity (en) (Kenya)). Le 30 septembre, au stade de Nyayo, à Nairobi, Mwai Kibaki devient le candidat officiel du PNU à la présidentielle.
Mwai Kibaki est réélu le 27 décembre avec 4 584 721 voix contre 4 352 993 voix à Raila Odinga mais le décompte des votes est contesté par l'opposition, ce qui donne lieu à de violents affrontements.
Une heure seulement après la proclamation de sa victoire, Mwai Kibaki fait venir le juge de la Cour suprême pour prêter serment.
L'Union européenne et le Royaume-Uni ont émis de sérieux doutes sur la régularité de ces élections, mais les États-Unis ont « félicité » Mwai Kibaki.
Les violences post-électorales qui éclatent à dans le pays font entre décembre et la fin du mois de février 2008 près de 1 500 morts et plus de 300 000 personnes déplacées.
Le 24 janvier, Kofi Annan est proposé comme médiateur avec l'Union africaine.
En février, la secrétaire d'État américaine Condoleezza Rice prône un partage du pouvoir entre Raila Odinga et Mwai Kibaki.